# Plotosus papuensis
Plotosus papuensis is een straalvinnige vissensoort uit de familie van de koraalmeervallen (Plotosidae). De wetenschappelijke naam van de soort is voor het eerst geldig gepubliceerd in 1910 door Weber.